# Così
Così is een toneelstuk van de Australische toneelschrijver Louis Nowra. Het stuk werd voor het eerst opgevoerd in 1992 en gaat over de ex-student Lewis, die een uitvoering van Mozarts opera Così fan tutte door een groep psychiatrische patiënten van de grond probeert te krijgen. Gaandeweg raakt Lewis meer persoonlijk betrokken bij de groep. Het semiautobiografische stuk speelt zich af in het Australië van 1970 tegen de achtergrond van de toenmalige protesten tegen de Vietnamoorlog.
Het stuk werd in 1996 verfilmd onder dezelfde titel, naar een scenario van Louis Nowra zelf.